# Kreidler
Kreidler est un constructeur allemand de motocyclettes fondé en 1889 par Anton Kreidler à Stuttgart sous le nom de Kreidlers Metall- und Drahtwerke (Métaux et fabrique de fils métalliques Kreidler). En 1950, la firme a commencé à fabriquer des deux-roues avec le modèle K50 et en 1959, un tiers des motos en Allemagne sont des Kreidler.
La marque a un passé prestigieux dans le sport motocycliste, notamment grâce au Kreidler Florett. Elle a à son actif 72 victoires en Grand Prix moto et huit titres de champion du monde pilotes en 50 cm3.
La compagnie cesse ses activités en 1982 et la marque sera vendue à Garelli, un fabricant italien de deux-roues, qui continuera à produire des Kreidler jusqu'en 1988. La marque est ensuite devenue la propriété de Prophete, un constructeur allemand. En 2007, la Kreidler Europe Motor GmbH sera fondée.
Aujourd'hui, elle produit encore des cyclomoteurs, scooters et motos de 125 cm3 destinés au marché Européen.
Depuis 2017: A cause des normes Anti-pollution Euro4, les modèles 50 cm3 de la marque Kreidler ne sont plus vendus en France.

## Titres de champion du monde pilotes dans la catégorie50cm3

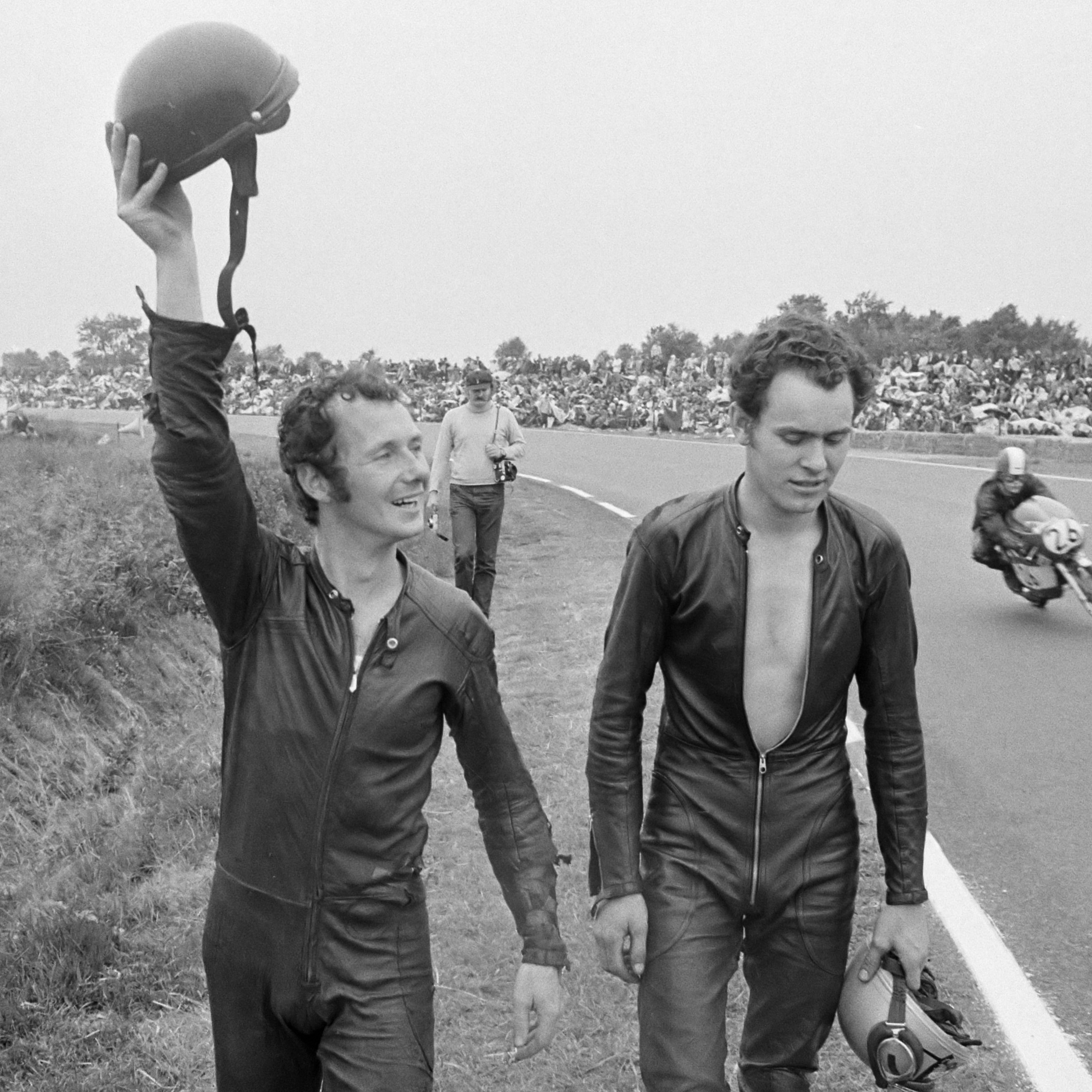
Jan de Vries et Henk van Kessel à Assen en 1971.

- 1971 -  Jan de Vries
- 1973 -  Jan de Vries
- 1974 -  Henk van Kessel
- 1975 -  Ángel Nieto
- 1979 -  Eugenio Lazzarini
- 1980 -  Eugenio Lazzarini
- 1982 -  Stefan Dörflinger
- 1983 -  Stefan Dörflinger

## Liste des modèles Kreidler
- K 50
- K 51
- K 52 Amazone
- J 50, J 51
- R 50 (Roller)

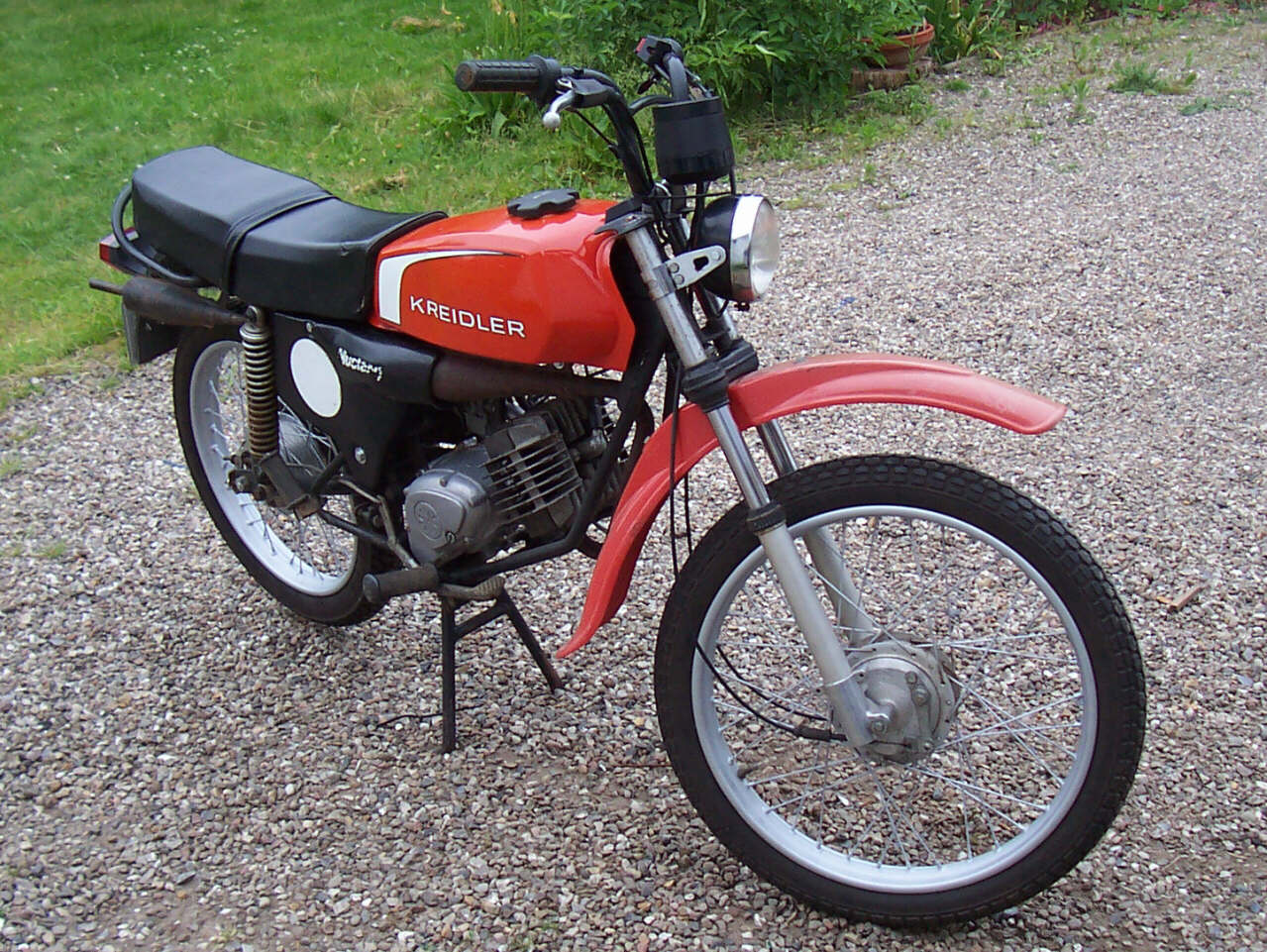
Kreidler Mustang de 1980

- Mustang, Mustang Cross, Mustang 80
- Florett 80, GT, TM, LF, RS, RM, RMC, RMC-S, RMC-B, RMC-BG, Super
- MP 1/2

Divers cyclomoteurs
- Flory MF 12/22/23
- Florett
- Van veen

125 cm3
- Enduro
- Supermoto

## Galerie

Modèles de compétition 50 cm³
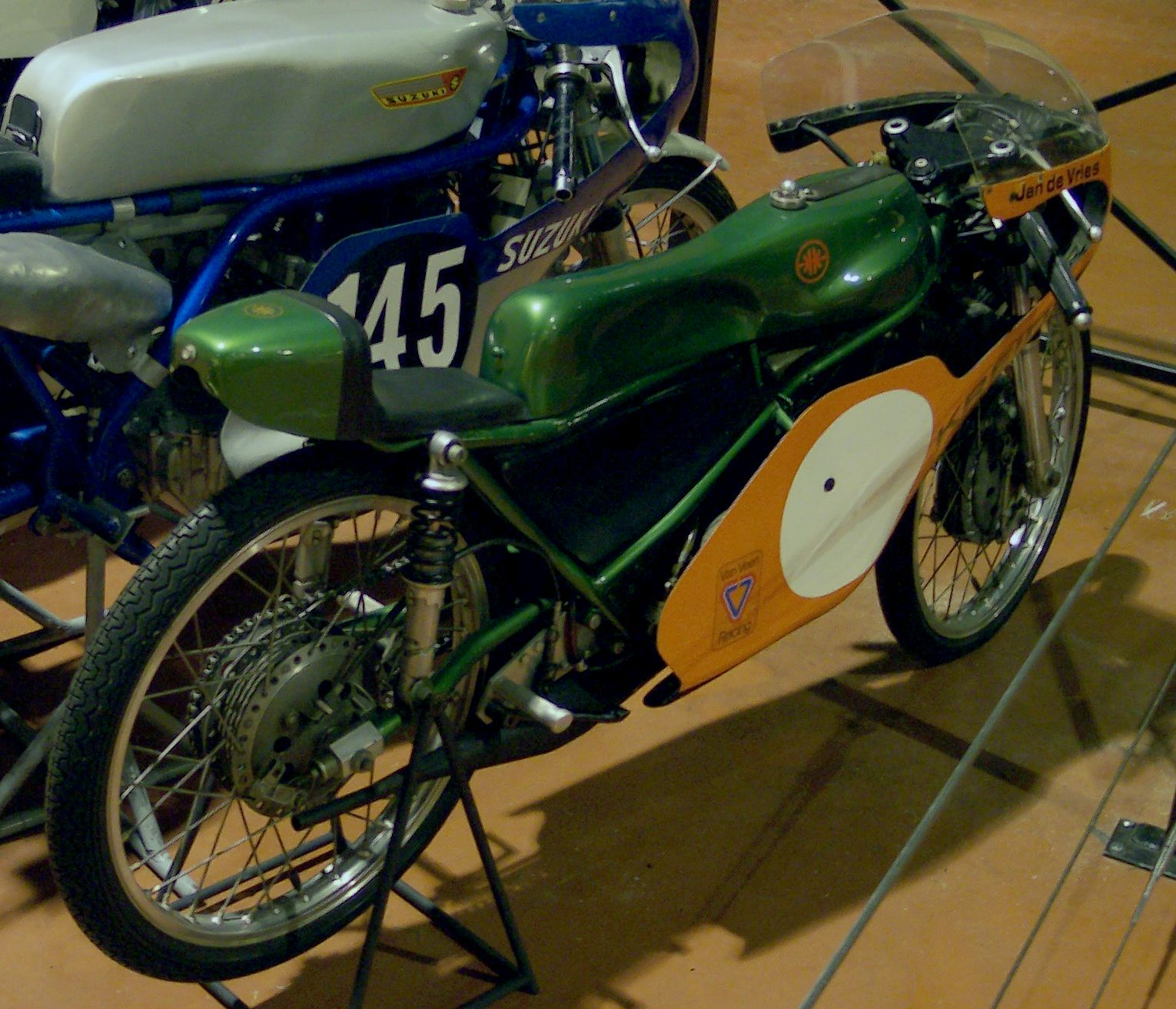
Le Kreidler Van Veen Racing du pilote hollandais Jan de Vries (1971).
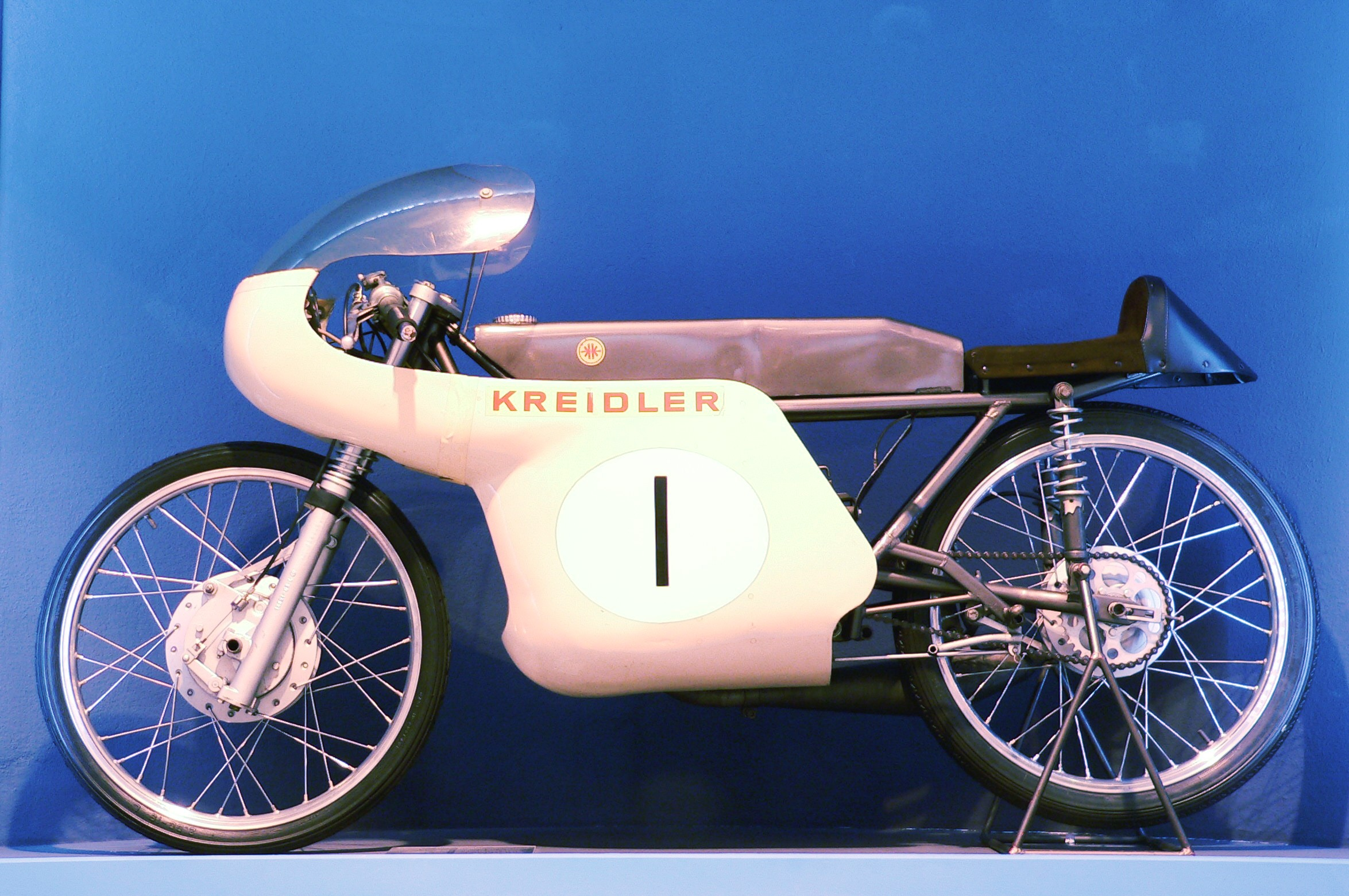
Kreidler Florett (1963)
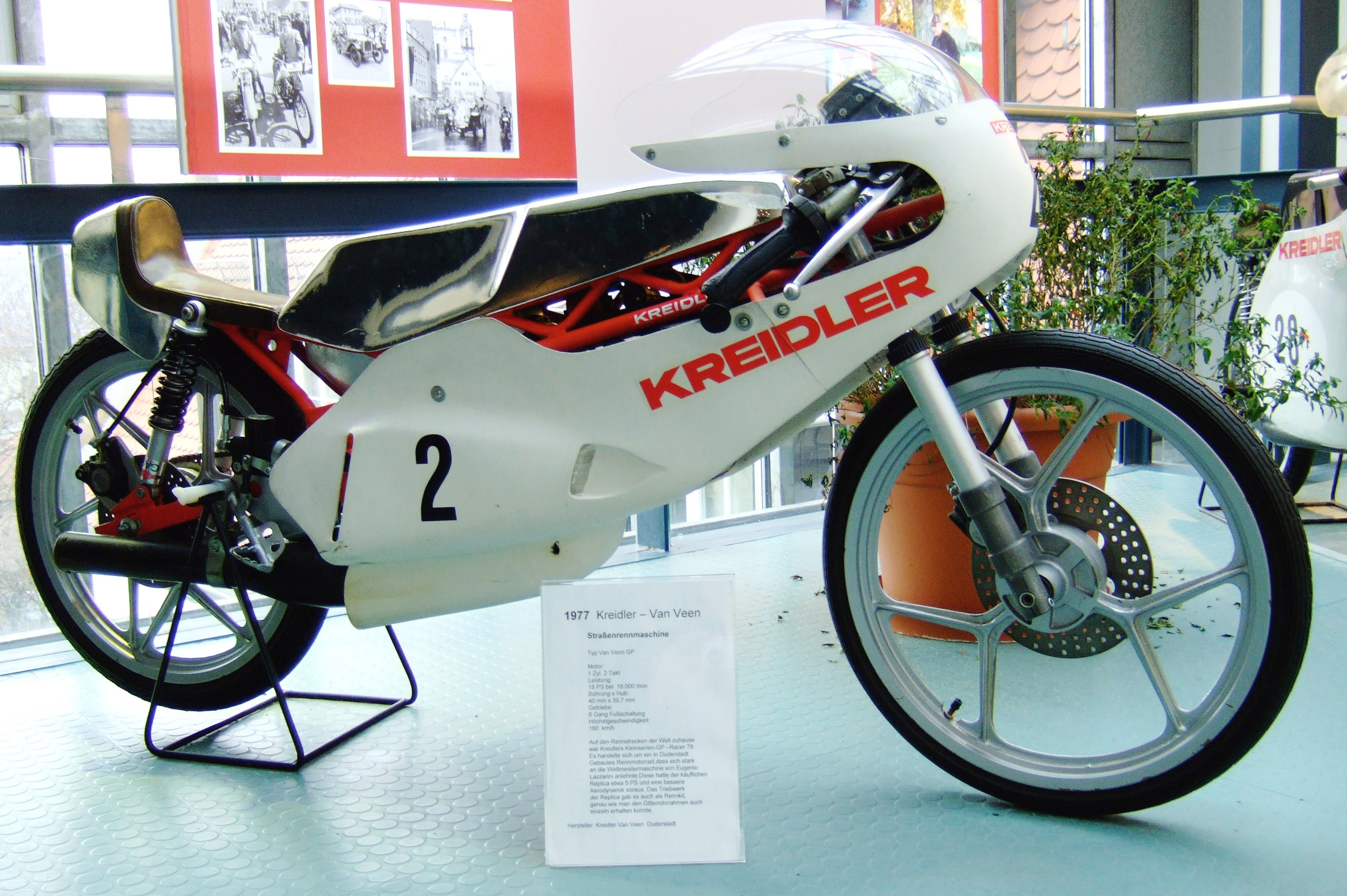
Kreidler Van Veen de Grand Prix, capable d'atteindre 160 km/h (1977).
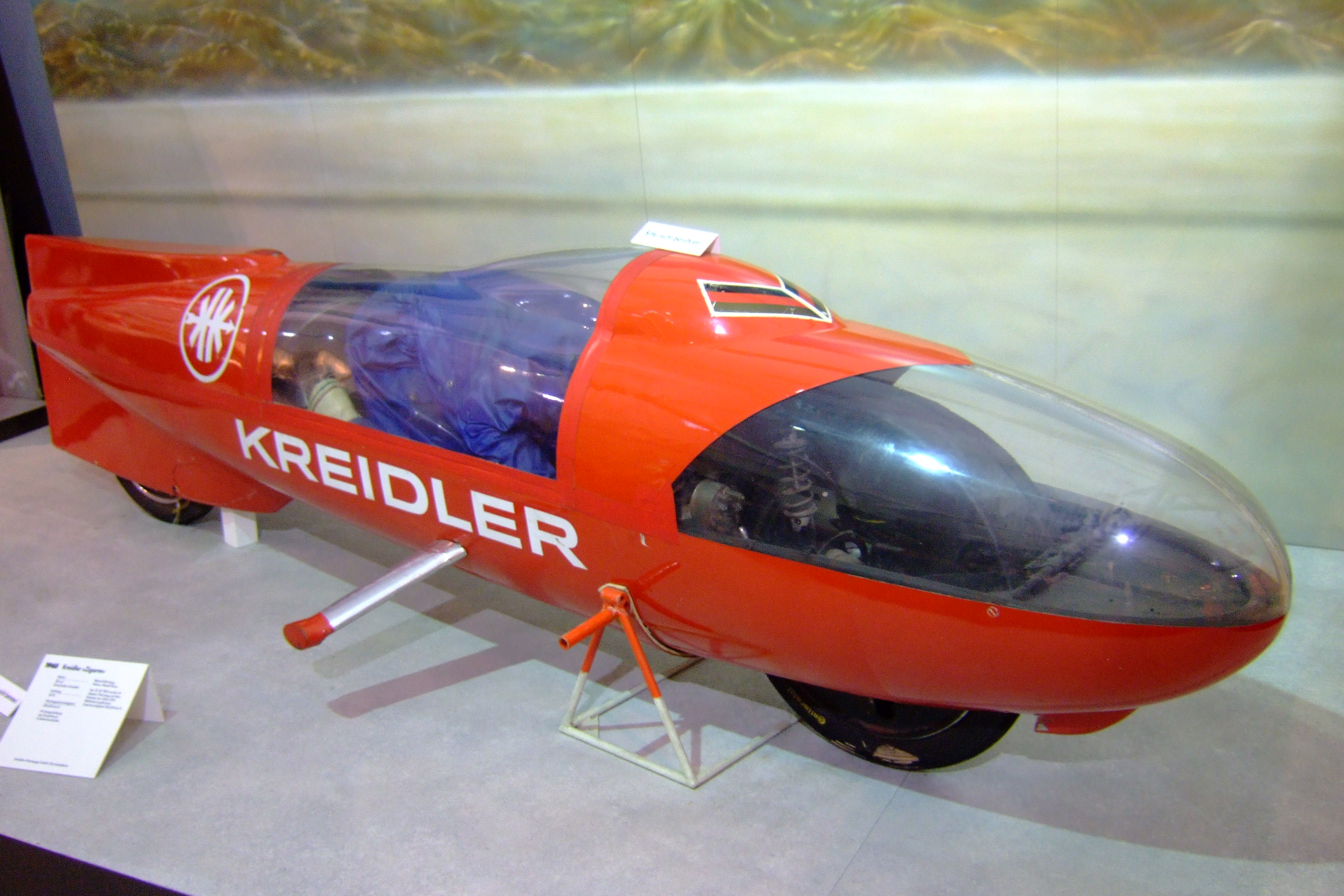
Le Kreidler Zigarre a établi un record de vitesse de 210,634 km/h le 23 octobre 1965 (Bonneville Salt Flats, USA).